# 200. strelska divizija (ZSSR)
200. strelska divizija (izvirno rusko 200. стрелковая дивизия; kratica 200. SD) je bila strelska divizija Rdeče armade v času druge svetovne vojne.

## Zgodovina
Divizija je bila ustanovljena leta 1941 v Belokorovičiju, bila uničena septembra 1941 v Kijevu in bila ponovno ustanovljena februarja 1942 s preimenovanjem 425. strelske divizije.